# عبد الرحيم محمود
عبد الرحيم محمود (ولد عام 1913 – استشهد في 13 يوليو 1948)، ثوري وشاعر فلسطيني ولد في عنبتا. كتب قصائد شعرية سياسية أشهرها «الشهيد». شارك في ثورة 1936-1939 وفي حرب 1948، واستشهد بالقرب من قرية الشجرة في شمال فلسطين.

## نبذة عنه
ولد عبد الرحيم محمود في قرية عنبتا بقضاء طولكرم بفلسطين عام 1913 ووالده الشيخ محمود العنبتاوي المعروف من شعراء الشيوخ النافذين الظرفاء. درس الابتدائية حتى الصف الخامس في بلدته ثم انتقل لمدرسة الفاضلية في طولكرم وتلقى تعليمه الثانوي 1928-1932 في مدرسة النجاح الوطنية في نابلس (جامعة النجاح حاليًا). وكان قد تعرف هناك على الشاعر إبراهيم طوقان كونه كان بين أساتذته هناك، فتوطدت علاقته به كزميل وصديق، كما كان الشاعر الفلسطيني عبد الهادي كامل أحد أصدقاءه. عمل عبد الرحيم مدرساً للأدب العربي في مدرسة النجاح الوطنية، وعندما اشتعلت الثورة الكبرى في فلسطين سنة 1936، استقال من وظيفته وانضم إلى صفوف المقاتلين في جبل النار. طاردته حكومة الانتداب البريطاني بعد توقف الثورة، فهاجر إلى العراق حيث أمضى ثلاث سنوات دخل فيها الكلية الحربية العراقية وتخرج ضابطًا برتبة ملازم أيام الملك غازي بن فيصل بن الحسين، وعمل كذلك مدرساً للغة العربية في بغداد وعمل مديراً لمدرسة ابتدائية في البصرة، وشارك مع المجاهدين العرب في ثورة رشيد عالي الكيلاني في العراق.
ولما هدأت الأوضاع في فلسطين لانشغال إنجلترا بالحرب العالمية الثانية عاد عبد الرحيم إلى بلده واستأنف العمل معلمًا بمدرسة النجاح الوطنية بنابلس. في سنة 1947 اشتعلت الثورة الفلسطينية من جديد بسبب صدور قرار تقسيم فلسطين؛ فقرَّر شاعِرُنا الانضمام إلى جيش الإنقاذ، ودخل إلى منطقة بلعا في فلسطين واشترك في معركة بيار عدس مع سرية من فوج حطين، وشارك في معركة رأس العين، وفي ابريل 1948م عُين آمرًا للانضباط في طولكرم، ثم مساعدًا لآمر الفوج في الناصرة.

## استشهاده
استشهد عبد الرحيم محمود يوم 13 يوليو 1948م في قرية الشجرة عن عمر قارب 35 عاماً حيث أصابته قذيفة في عنقه، وكان يتمتم وهو محمول على أكتاف أصدقائه:

## قصائده
خلف عددًا من القصائد كتبها بين عامي 1935م، 1948م.. جمعتها لجنة من الأدباء بعد وفاته بعشر سنوات، وكان قد نشر بعضها في المجلات الفلسطينية واللبنانية والسورية والمصرية. وصدر ديوانه في عَمان عام 1958م وهو يضم سبعًا وعشرين قصيدة. هي أهم ما كتبه في عمره القصير المليء بالكفاح.
وفي عجالة نلقي ضوءًا على آرائه الوطنية التي صاغها شعرًا وعاشها حياة، فاستحق أن يكون مثلاً أعلى لشباب فلسطين في الكفاح والصدق. في عام 1935 وأثناء زيارة قام بها الأمير سعود ولي عهد المملكة العربية السعودية (الملك سعود فيما بعد) للمسجد الاقصى، ألقى عبد الرحيم بين يديه قصيدة وكان عمره اثنين وعشرين عامًا قال فيها:
وهنا يتضح بُعد نظر الشاعر الشاب ورؤيته الواقعية للظروف العربية شعوبًا وحكامًا.
في قصيدته «الشهيد» كان عمره حوالي أربعة وعشرين عامًا يُصور الشهيد كما يتمنَّاه:
اختار الشاعر قافية المَدِّ أيًّا كان الحرف الأخير لهذه القصيدة الرائعة التي تصور ممات الرجال الشرفاء من أجل الوطن، فالتلذذ بأصوات المدافع والبهجة بإسالة الدماء تُهون على الشرفاء الموت من أجل قضية كبرى يُدافع عنها ألا وهي تحرير البلاد والاحتفاظ بكرامتها. وفي قصيدته (دعوة إلى الجهاد) يقول مستهترًا بالموت فداء للوطن:
تظل قصائد عبد الرحيم محمود تتوالى مُعبرة عن حبه لوطنه وإصراره على التضحية من أجله.
يعتبر الشاعر عبد الرحيم محمود من الشعراء القلائل الذين وهبوا حياتهم كلها لبلادهم وقرنوا القول بالعمل، ومضى في درب حياتهم كلها لبلادهم وقرنوا القول بالعمل، ومضى في درب القتال حتى استشهد في سبيل وطنه وقصيدته، يتسم شعره بقوة العاطفة والوضوح والسلاسة واللغة التحررية بعيدة عن الافتعال والتعقيد اللفظي والعناية بالشكليات البيانية التي نجدها عند غيره من الشعراء الذي تأثروا بالتيار الاتباعي، الذي يحافظ على النظام التقليدي الموروث بالقصيدة العربية، مع تنويع بالقوافي ولع قصائد عديدة تعبر عن تجارب وجدانية ذاتية وموضوعات اجتماعية سياسية وانسانية.

## أسرته
تزوج عبد الرحيم محمود عام 1942 من السيدة «محفوظة إبراهيم نصار»، ولهما من الأبناء طيب و«طلال» و«رقية».

## كتب ودراسات عنه
- الشاعر الفلسطيني الشهيد عبد الرحيم محمود، جابر قميحة.
- عبد الرحيم محمود بين الوفاء والذكرى، الشاعر أديب رفيق محمود، الشاعر طارق عبد الكريم محمود.
- دراسة البروفيسور محمود غنايم، عبد الرحيم محمود: شاعر يبحث عن هوية.

## وصلات خارجية
- ديوان عبد الرحيم محمود.